# Вольфрам
Вольфра́м (англ. tungsten, нім. Wolfram) — хімічний елемент. Символ W, ат. н. 74, ат. маса — 183,85. Сріблясто-білий метал. Має найвищу серед усіх металів температуру плавлення і кипіння (серед інших елементів вищу температуру плавлення має лише вуглець). Належить до групи перехідних металів. Один з найважчих металів — його густина 19,25 г/см3 (на 70 % більше ніж в свинцю). Сплави вольфраму мають високу твердість, зносостійкість, жароміцність.
Металічний вольфрам у звичайних умовах хімічно стійкий. З киснем починає взаємодіяти при температурі вище 400 °C. Протистоїть дії води, але при температурі червоного розжарювання легко окиснюється водяною парою. Найбільш характерними й стійкими є сполуки вольфраму зі ступенем окиснення +6. Найважливіші з них: триоксид вольфраму WO3, вольфрамова кислота H2WO4 і її солі — вольфрамати.

## Історія

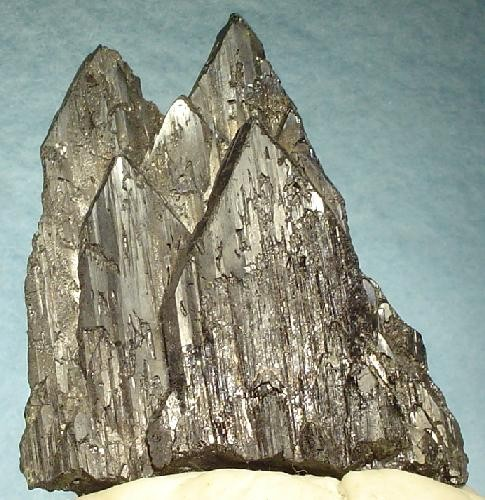
Вольфраміт

Назва Wolframium перейшла на елемент з мінералу вольфраміту (нині — важливої вольфрамової руди). Ще у XVI ст. шахтарі з Рудних гір Саксонії повідомили про мінерал, що часто супроводжував олов'яні руди, і дуже заважав виплавці олова. Якщо мінерал був наявний у розплаві, то частина олова випадала у тугоплавкий осад, а частина — губилася в шлаковій піні, що з'являлася на поверхні. Шахтарі називали цей мінерал «вовчок» через чорний колір і структуру, що нагадувала шерсть, тому він отримав назву «Wolf Rahm» — «вовча піна». Ґеорґіус Аґрікола 1546 року описав мінерал і дав йому латинську назву lupi spuma, що є калькою німецької.. Про вольфраміт казали, що він «пожирає олово як вовк вівцю». Англійська й французька назва вольфраму, tungsten походить від однойменного мінералу (зараз він називається шеєліт), і перекладається як «важкий камінь». Ще до середини ХХ століття вольфрам іноді позначали як Tu.

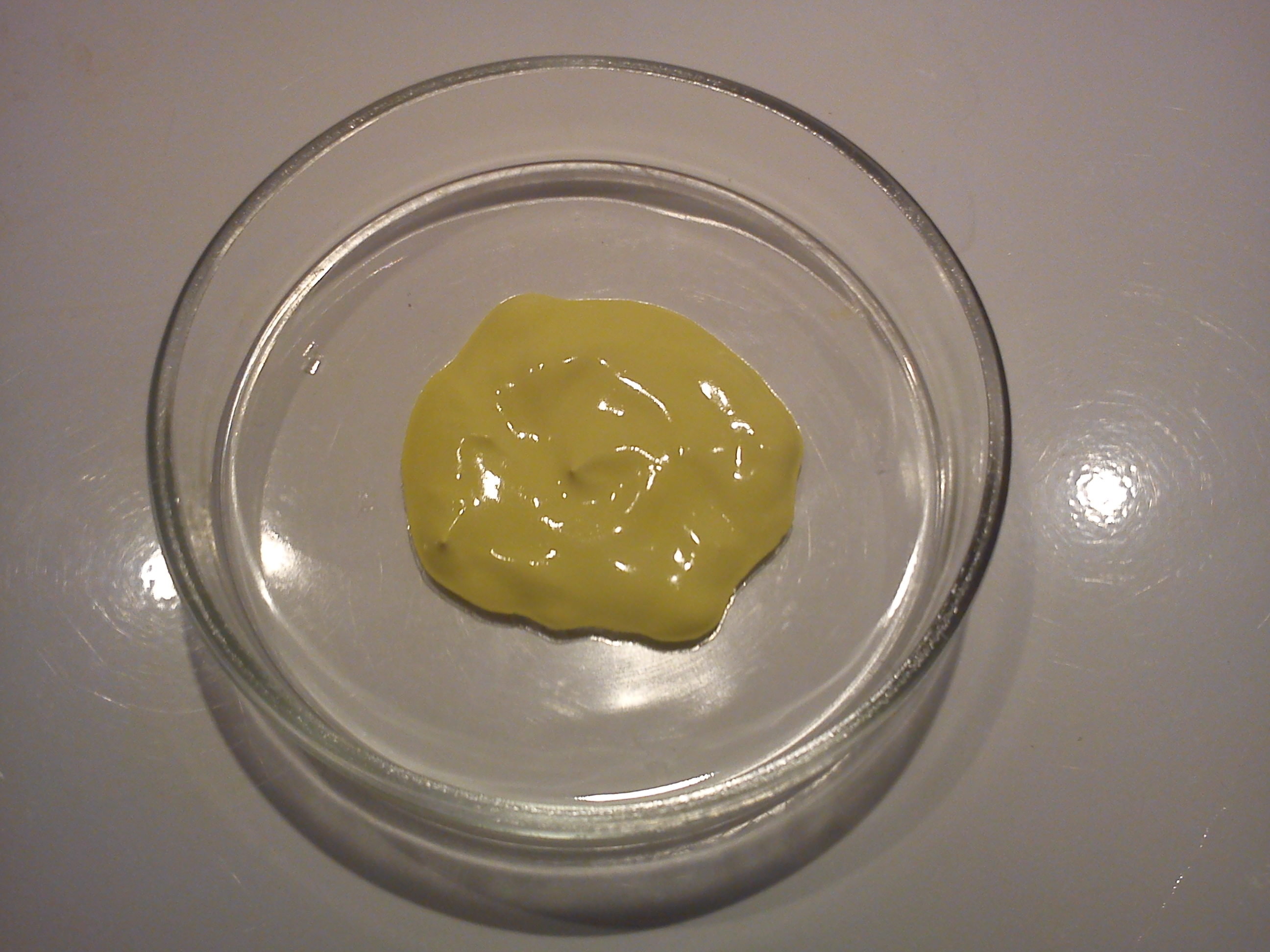
вольфрамова кислота

У 1781 році шведський хімік Карл Вільгельм Шеєле опублікував результи своїх експериментів з тунгстеном (шеєлітом), за допомогою яких він показав, що цей мінерал складається з вапна і невідомої раніше кислоти, яку він назвав тунгстеновою (сучасна назва — вольфрамова кислота). Торберн Бергман запропонував відновити з цієї кислоти метал, використовуючи вугільну кислоту.
1783 року іспанські хіміки та металурги Фаусто та Хуан Хосе Ельгуяри (ісп. Juan José Elhuyar), що працювали з професором Бергманом, повернулися до Іспанії, і виявили, що саксонський вольфраміт містить марганцеві й залізні солі знайденої Шеєле кислоти. Того ж року, брати отримали з вольфраміту чистий метал, який назвали вольфрамом.
Цікаво, що одним з перших дослідників вольфраму був Рудольф Еріх Распе (більш знаний як автор «Пригод барона Мюнхгаузена»), який одразу відзначив його надзвичайну твердість і міцність (на відміну від братів Ельгуляр, які писали, що поки що не бачать застосувань нововідкритому металу). Існують гіпотези, згідно яких саме Распе належав знайдений у 2004 році в Корнуоллі шматок вольфраму, що, можливо, був отриманий ним навіть раніше за братів Ельгуяр.
У 1847 р. Роберт Оксленд отримав патент на метод отримання вольфраму, що був достатньо дешевим і міг використовуватися в промислових масштабах, що відкрило шлях до його широкого використання.
У 1858 р. були запатентовані вольфрамові сталі, а до ХХ ст. такі сталі використовували у різноманітних галузях завдяки своїй високій міцності, твердості, тугоплавкості й червоностійкості.
У 1904 р. були запатентовані вольфрамові лампи розжарення, що швидко витіснили менш ефективні лампи з вугільними нитками. Протягом століття такі лампи були найпопулярнішими джерелами освітлення, і, хоча в новому тисячолітті вони швидко витісняються LED-лампами, навіть у розвинених країнах чверть усіх ламп — лампи розжарення.
У 1923 р. було отримано перший патент на композитний матеріал на основі карбіду вольфраму. Зараз матеріали цього типу мають попит у багатьох галузях завдяки своїм фізичним властивостям. Карбід вольфраму є одним з найтвердіших відомих людству матеріалів.
Під час Першої, а ще більше — під час Другої світових війн, стала зрозумілою важливість вольфраму для виробництва броні й артилерії. 1944 року США наклали економічні санкції на Португалію (що була нейтральною) за продаж вольфраму у Третій Рейх.

## Походження і розповсюдженість
Як й інші елементи, важчі заліза, вольфрам утворюється у зорях, у реакціях нуклеосинтезу, які поглинають енергію. Такі реакції відбуваються лише у досить масивних зорях (більше, ніж 8M☉) наприкінці їхнього існування. Наразі вважається, що приблизно половина вольфраму була утворена в результаті s-процесу, тобто повільного послідовного захоплення ядрами нейтронів, яке може тривати тисячі років, а друга половина — в результаті швидкого r-процесу, що відбувається за умови високої концентрації вільних нейтронів, яка є можливою під час високоенергетичних, але короткочасних процесів, таких як вибухи наднових і злиття нейтронних зір.
Вольфрам мало розповсюджений в природі. Його поширеність у Всесвіті становить лише 5×10-8 %, однак вміст у земній корі на три порядки більший — 1,1×10-4 %, оскільки вольфрам належить до літофільних елементів, які концентруються в силікатах.

## Отримання

### Вольфрамові руди
Прояви самородного вольфраму є дуже рідкісними (перші знахідки описані наприкінці 1990-х років). Утворює власні мінерали. Вольфрамати (Са, Fe, Mn, іноді Pb, Zn), оксиди (WO3, H2WO4) (рідко), та сульфіди (WS2) (ще рідше). Також W входить у вигляді ізоморфної домішки в інші мінерали, переважно в мінерали Мо та Ti. Також зустрічається у деяких силікатах (слюда, польові шпати). У природних мінеральних парагенезисах W часто асоціює з Si, Мо, Sn, Be, Та, F, рідше — з Au, Sb, Hg.
Найважливішими мінералами вольфраму є вольфраміт — твердий розчин вольфраматів заліза й марганцю (Fe, Mn)WO4 (виділяють його різновиди — ферберит, у якому переважає залізо і гюбнерит, у якому переважає марганець) та шеєліт — вольфрамат кальцію CaWO4, які можуть утворюватися і нагромаджуватися до рівня промислових концентрацій у скарновому, ґрейзеновому і гідротермальному процесах. Вміст W у цих мінералах може досягати 12 %.
Усього відомо близько 15 мінералів W. Серед них:
- Вольфрамати свинцю распіт і штольцит;
- Гідрати оксиду вольфраму тунгстит (вольфрамова охра) і гідротунгстит;
- Вольфрамат бісмуту русселіт[en];
- Дисульфід вольфраму тунгстеніт;

Вміст вольфраму у промислових родовищах становить 0,3–1 % WO3.

### Виплавлення
Процес отримання вольфраму проходить через стадію виділення триоксиду WO3 з рудних концентратів та подальшому відновленні до металевого порошку воднем при температурі близько 700 °C. Через високу температуру плавлення вольфраму для отримання компактної форми використовують методи порошкової металургії: отриманий порошок пресують, спікають в атмосфері водню при температурі 1200–1300 °C, потім пропускають через нього електричний струм. Метал нагрівається до 3000 °C, при цьому відбувається спікання в монолітний матеріал. Для подальшої очистки та отримання монокристалічної форми використовують зонне плавлення.

### Географія родовищ і видобутку
На 2018 рік, розвідані запаси вольфраму складають 3 200 000 тонн, більше половини з яких припадає на Китай. В п'ятірку країн з найбільшими запасами входять Росія (160 тис. тонн), В'єтнам (95 тис. тонн), Монголія (63 тис. тонн) та Іспанія (54 тис. тонн). 2017 року у світі було добуто близько 95 000 тонн вольфраму, з яких 79 000 було видобуто в Китаї, 7200 — у В'єтнамі, 3100 — у Росії, 1100 — у Болівії, 1100 — у Великій Британії.
В Україні вольфрам наявний в межах Селищанського рудоносного поля, а також у кількох рудопроявах Східного Приазов'я, проте через низьку концентрацію видобуток наразі не є комерційно привабливим.

## Ізотопи
Природний вольфрам складається з п'яти ізотопів (180W, 182W, 183W, 184W, 186W). Штучно створені та ідентифіковані є ще 27 радіонуклідів. У 2003 відкрита надзвичайно слабка радіоактивність природного вольфраму (приблизно два розпади на грам елемента за рік), зумовлена α-активністю 180W, який має період напіврозпаду 1,8×1018 років.

## Застосування

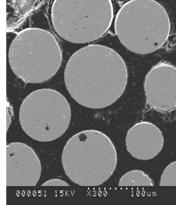
мікрофотографія розрізу матеріалу на основі карбіду вольфраму. Світлі ділянки — сферичні частинки карбіду вольфраму

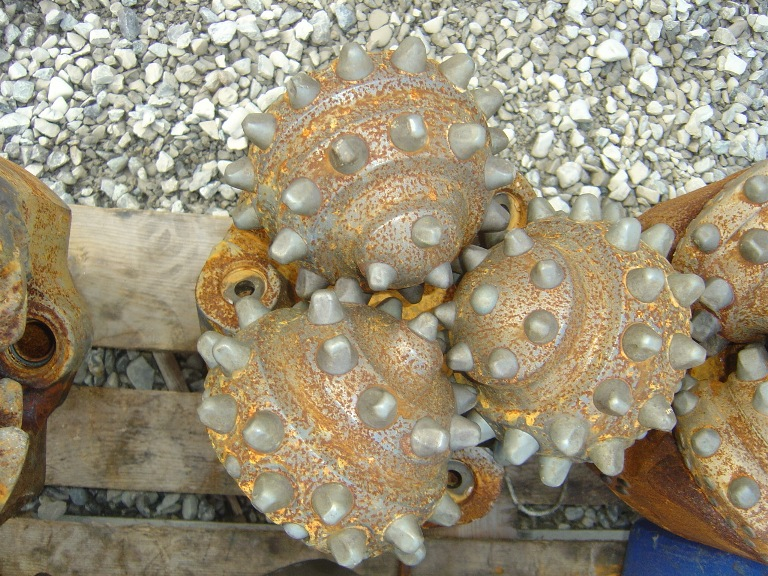
Частина бурильної установки з шипами, зробленими з карбіду вольфраму

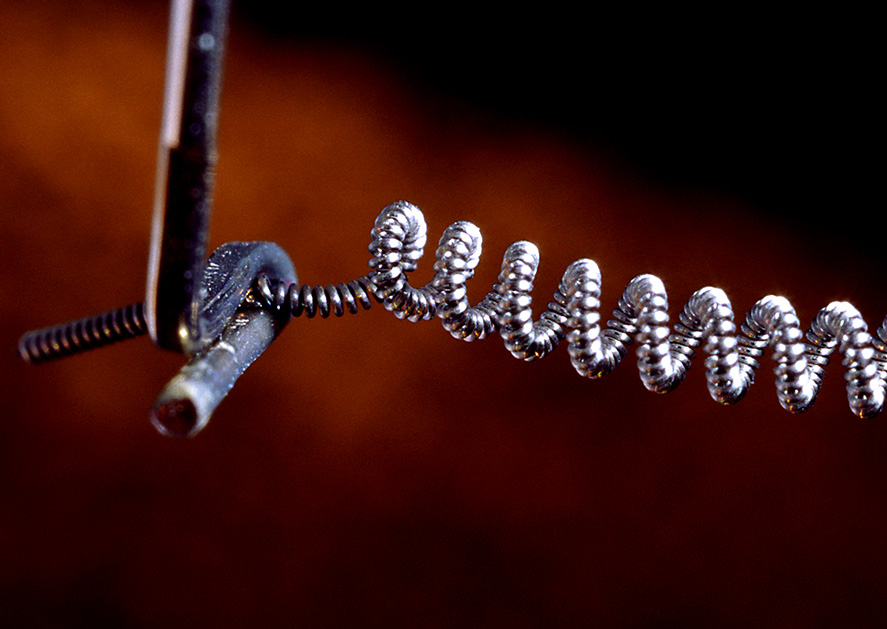
Вольфрамовий дріт у лампі розжарювання

За даними 2010 р., понад половину усього видобутого в світі вольфраму використовують для виробництва матеріалів на основі карбіду вольфраму (таких як побідит). У Європі й США з цією метою використовують близько 70 % вольфраму. До чверті вольфраму використовують для легування сталі. На третьому місці — вироби вольфрамового прокату, наприклад, нитки для ламп розжарювання та кінескопів, неплавкі електроди, тощо.

### Карбід вольфраму
За шкалою Мооса твердість карбіду вольфраму — 9,5 (ненабагато менша за алмаз). Карбід вольфраму виготовляють, запікаючи сажу й порошок вольфраму при температурі 1100–1300 °C протягом 1–2 годин у водневому середовищі. Отриману сполуку також подрібнюють. Для зв'язності, порошок карбіду вольфраму часто заливають металом, наприклад, кобальтом.
Матеріали на основі карбіду вольфраму використовують для виготовлення різальних інструментів, бурових установок, свердел, кульок для кулькових ручок, бронебійних осердь, а також для ювелірних прикрас.

### Вольфрамові сталі
Можна виділити кілька важливих класів вольфрамових сталей:
- Швидкорізальні сталі — сталі, що містять більше 7 % вольфраму (деякі — до 18 %), молібдену або ванадію, а також більше 0,6 % вуглецю. Такі сталі використовують для виготовлення фрез, пил, тощо[16];
- Стеліти — сталі, на основі кобальту, хрому чи заліза, що використовують для напилення на поверхні для підвищення їх зносостійкості;
- Важкі сплави вольфраму (англ. Wolfram Heavy Alloys, WHA), такі як Mallory, Hevimet і Densalloy, що містять до 90 % W, а також Cu або нікель[17]. Використовують для виробництва гіроскопів, баласту в кораблях, антирадіаційних екранів, турбін, та в інших ситуаціях, де необхідні речовини з високою густиною[18];
- Амалой — кислотостійкий сплав на основі вольфраму, кобальту й нікелю; його використовують для виробництва хірургічних інструментів[19];
- Деякі з марок жаростійких та жароміцних сталей (що мають не піддаватися корозії або не втрачати міцність навіть при високих температурах) містять 2–6 % вольфраму. Такі сталі використовують для виготовлення лопаток турбін, труб[20][21];
- Вольфрам-молібденові сталі використовують для виготовлення танкової броні[22];
- Вольфрам стабілізує магнітні домени у залізі, тому такі сплави використовують для виробництва постійних магнітів. Прикладом магнітної вольфрамової сталі є KS сталь, що містить 30–40 % кобальту, 5–9 % W, 1,5–3 % хрому і 0,4–0,8 % C[23];

При температурі плавлення вольфраму деякі метали вже починають випаровуватись, тому для виготовлення таких сплавів застосовують методи порошкової металургії.

### Інші сполуки вольфраму
- Сульфід вольфраму WS2 використовують як високотемпературне (до 500 °C) мастило[24].
- Деякі сполуки використовують як каталізатори[25] й пігменти.
- WTe2 використовують для перетворення теплової енергії на електричну.
- Сплави вольфраму з ренієм мають високу стійкість до електрокорозії, тому їх використовують для виготовлення електроконтактів, а також термопар, що можуть працювати при температурі вище 2750 °C[26][27].

## Біологічна роль
Вольфрам не відіграє значної біологічної ролі. У деяких архей і бактерій є ферменти, які містять вольфрам у своєму активному центрі. Існують облігатно-залежні від вольфраму форми архей-гіпертермофілів, що живуть навколо глибоководних гідротермальних джерел. Наявність вольфраму в складі ферментів може розглядатися як фізіологічний релікт раннього архея — існують припущення, що вольфрам грав роль на ранніх етапах виникнення життя на Землі.

## Інтернет-ресурси
- Properties, Photos, History, MSDS [Архівовано 28 січня 2010 у Wayback Machine.]
- CDC — NIOSH Pocket Guide to Chemical Hazards [Архівовано 25 листопада 2015 у Wayback Machine.]
- Tungsten [Архівовано 23 травня 2020 у Wayback Machine.] at The Periodic Table of Videos (University of Nottingham)
- Picture in the collection from Heinrich Pniok [Архівовано 18 березня 2010 у Wayback Machine.]
- Elementymology & Elements Multidict by Peter van der Krogt — Tungsten [Архівовано 23 січня 2010 у Wayback Machine.]
- International Tungsten Industry Association [Архівовано 21 липня 2011 у Wayback Machine.]
- Вольфрам на specmetal.ru (властивості, застосування, історія) [Архівовано 14 липня 2006 у Wayback Machine.]